# Umbra (schaduw)

Schaduwen

De umbra ook kernschaduw of slagschaduw, is het donkerste, binnenste gedeelte van een eigenschaduw. Het is dat gedeelte van de schaduw waar de gehele lichtbron wordt verduisterd, in tegenstelling met de penumbra waar nog een gedeelte van de lichtbron zichtbaar is. In de afbeelding is de kernschaduw aangeduid met U. 